# Beyto
Beyto è un film del 2020 diretto da Gitta Gsell e tratto dal romanzo Hochzeitflug di Yusuf Yesilöz.
Il film, interpretato da Burak Ates, Dimitri Stapfer, Ecem Aydin, Beren Tuna e Serkan Tastemur, è stato presentato in anteprima il 25 settembre 2020 al Zurigo Film Festival.

## Trama
Beyto, figlio unico di immigrati turchi, è uno studente motivato che trascorre il suo tempo libero allenandosi per i campionati di nuoto. Quando si innamora del suo allenatore Mike, il suo mondo ideale crolla. I suoi genitori, sotto la pressione della società turca, trovano solo una via d'uscita per il figlio: lo attirano nel loro villaggio natale in Turchia con il pretesto che sua nonna non sta bene, e lì lo costringono a sposarsi con Seher, una sua amica d'infanzia. Il matrimonio tuttavia non risolve i problemi di Beyto bensì dà vita ad un triangolo amoroso straziante. Beyto si ritrova così costretto a cercar di trovare un modo per avere un futuro con Mike senza però rovinare la vita di Seher.

## Produzione
Le riprese del film sono iniziate il 17 agosto e si sono concluse il 4 ottobre 2019, con 21 giorni di riprese tra Berna e Basilea. Dieci giorni di riprese si sono svolti in Turchia.
Il film è distribuito in Svizzera dal distributore cinematografico Frenetic Films.

## Riconoscimenti
- 2020 - Zurigo Film Festival[2]
  - Nomination Best Film in Focus Switzerland, Germany, Austria
- 2021 - Solothurn Film Festival[5]
  - Prix du Public
- 2021 - Swiss Film Prize
  - Nomination Miglior attore non protagonista a Dimitri Stapfer
- 2021 - Wicked Queer: The Boston LGBT Film Festival
  - Premio della Giuria